# Dalgona-kaffe
Dalgona-kaffe är en dryck som görs genom att vispa lika stora andelar snabbkaffepulver, socker och varmt vatten tills blandningen blir krämig och sedan tillsätta den till kall eller varm mjölk. Ibland toppas kaffedrycken med kaffepulver, kakao, smulat kex eller honung. Dalgona blev känt på sociala medier under COVID-19-pandemin, när människor som avstod från att gå ut började göra videor om hur de blandade kaffedrycken för hand utan att använda elvisp. Namnet härrör från dalgona, ett koreanskt godis, på grund av likheten i smak och utseende, även om de flesta dalgona-kafferecept inte innehåller dalgona.

## Historia
Den virala trenden att dela recept och foton av gör-det-själv-kaffe (DIY) fick genomslag under de rekommendationerna för social distansering i Sydkorea, och av den anledningen kallas det också 'karantändrink' eller 'karantänkaffe'. Namnet myntades av sydkoreanska skådespelaren Jung Il-woo, som beställde kaffedrycken på ett matställe i Macau under sitt framträdande på en KBS2-show som heter Stars' Top Recept at Fun-Staurant (신상출시 편스토랑). Han jämförde smaken med dalgona, en typ av koreanskt kola som liknar bikupa.  
Under hashtaggen #dalgonacoffeechallenge började hemlagade versioner av dalgona-kaffe spridas på sydkoreanska YouTube- kanaler innan de blev virala på TikTok.  Ökningen av intresse under karantänperioden har tillskrivits de lugnande, ASMR-liknande effekterna av att titta på DIY-videor online.   Även om drycken populariserades som en hemgjord version av slagen kaffe, blir den en meny som erbjuds i många kaféer i Sydkorea. 
Drycken är inspirerad av den indiska kaffedrycken som kallas phenti hui- kaffe, phitti hui- kaffe eller vispat kaffe . Den enda skillnaden är att när du gör phenti hui- kaffe hälls mjölk ovanpå den vispade blandningen snarare än att skedar den vispade blandningen ovanpå mjölken.   
Medan det mesta dalgona-kaffet inte innehåller dalgona, kombinerar sydkoreanska caféer dalgona med mjölkte eller kaffe.  Det är inte möjligt att göra dalgona-kaffe med malda kaffebönor; snabbkaffe skapar den täta och skummande pålägget och anledningen till detta har mycket att göra med torkningsprocessen för kaffekornen. 